# RRJ Capital
RRJ Capital ist ein asiatisches Investment/Private-Equity-Unternehmen mit Sitz in Singapur. Nach eigenen Angaben wurden im Geschäftsjahr 2023 US$ 15 Mrd. an Vermögen über verschiedene Fonds verwaltet.

## Hintergrund
RRJ Capital wurde 2011 von Richard Ong gegründet. Dieser leitete zuvor das Asia-Investmentbanking bei Goldman Sachs. Der Name leitet sich aus den Anfangsbuchstaben seiner Kinder ab. Sein Bruder Charles Ong trat 2012 in die Firma ein und kam von der Singaporeanischen Investmentfirma Temasek Holdings. RRJ investiert hauptsächlich in China und Süd-Ost-Asien. Bisherige Investments wurden in den Bereichen Gesundheit, Finanzen, Technologie und Logistik getätigt.

## Fonds
| Fonds                        | Auflegungsjahr | Zugesagtes Kapital (in $mio) |
| ---------------------------- | -------------- | ---------------------------- |
| RRJ Capital Master Fund I    | 2011           | USD 2,300                    |
| RRJ Capital Master Fund II   | 2013           | USD 3,600                    |
| RRJ Capital Real Estate Fund | 2014           | N/A                          |
| RRJ Capital Master Fund III  | 2015           | USD 4,500                    |
| RRJ Capital Master Fund IV   | 2020           | USD 235                      |

## Transaktionen
2014 war RRJ Capital der einzige ausländische Investor von 30 % des chinesischen Öl-Unternehmens Sinopec. Im selben Jahr investierte RRJ zusammen mit Temasek $1,8 Mrd. in die NN Group vor ihrem Börsengang. Im Juli 2018 investierte RRJ rund $1,3 Mrd. In Unternehmen der HNA Group. 2019 finalisierte RRJ den kauf aller verbleibenden Aktien der Gategroup von HNA. Mittlerweile sind RRJ und Temasek gleichberechtigte Eigentümer je zur Hälfte der Gategroup. Im März 2021 wurde bekannt, dass RRJ € 450 Mio. in Vodafones Vantage Towers im Rahmen des Börsengangs investierte.